# Chroniques du règne de Nicolas Ier
Les Chroniques du règne de Nicolas Ier sont une série de six romans écrits par Patrick Rambaud. Chacun d'entre eux est la narration d'événements marquants d'une année du quinquennat de Nicolas Sarkozy, dont les travers de l'exercice du pouvoir sont relatés dans un style parodiant les Mémoires de Saint-Simon.
Patrick Rambaud annonce que la sixième chronique sera la dernière, même en cas de réélection de Nicolas Sarkozy durant l'élection  présidentielle française de 2012. Dans le premier chapitre du dernier roman, Tombeau de Nicolas Ier, avènement de François IV, Rambaud remercie ce « Sire » dont il a narré les aventures d'avoir suivi son conseil (« vous avez finalement dégagé ») et écrit : « J'avoue, je n'avais pas le courage d'en reprendre pour cinq ans, tant ce travail de soutier épuise le style et le moral. »

## Processus narratif
Patrick Rambaud explique que c'est pour lutter contre la dépression qu'a causée en lui la victoire de Nicolas Sarkozy à l'élection présidentielle française de 2007 qu'il a écrit Chroniques du règne de Nicolas Ier.
Outre le portrait du président, se succèdent ceux de ses ministres et de ses conseillers. Dans ces romans, Nicolas Sarkozy est désigné par des périphrases : « Notre Bien-Aimé Monarque », « Son Efficace Majesté », « Notre Bouillant Leader », « Notre Stupéfiant Souverain », « Notre Prince », « Notre Maître ».
Dans Le Nouvel Observateur (24 janvier 2008), Patrick Rambaud a donné une suite à sa chronique, intitulée Le Souverain et la Comtesse Bruni. L'inédit commence ainsi : « Les choses qui précédèrent et suivirent aussitôt le jour de l'An méritent une sorte de panorama, parce qu'elle servirent de fondement à un chapelet de faits considérables… »
Les quatre premières chroniques sont condensées dans une adaptation en bande dessinée intitulée Les chroniques du règne de Nicolas Ier publiée en 2012, dans laquelle Rambaud est mis en scène et dit sa détestation de Sarkozy. Rambaud en est le scénariste et Olivier Grojnowski le dessinateur.
Il est à noter que Patrick Rambaud avait déjà croqué le président François Mitterrand en adoptant le point de vue du labrador présidentiel.
Voir aussi La Face karchée de Sarkozy (janvier 2007), deuxième livre en images paru après Le Petit Démagogue (de Cabu et Jean-Luc Porquet) sur Nicolas Sarkozy.

## Liste des romans
- Chronique du règne de Nicolas Ier, Paris, Éditions Grasset & Fasquelle, 23 janvier 2008
- Deuxième chronique du règne de Nicolas Ier, Paris, Grasset, 7 janvier 2009
- Troisième chronique du règne de Nicolas Ier, Paris, Grasset, 6 janvier 2010
- Quatrième chronique du règne de Nicolas Ier, Paris, Grasset, 5 janvier 2011
- Cinquième chronique du règne de Nicolas Ier, Paris, Grasset, 4 janvier 2012
- Tombeau de Nicolas Ier, avènement de François IV, Paris, Grasset, 9 janvier 2013